# Nikołaj Zinowjew (funkcjonariusz NKWD)
Nikołaj Prochorowicz Zinowjew (ur. 14 lipca?/27 lipca 1910 w Smoleńsku, zm. 1970 w Symferopolu) – funkcjonariusz radzieckich organów bezpieczeństwa, jeden z wykonawców zbrodni katyńskiej.
Od 1 września 1929 służył w Armii Czerwonej, od 1939 w WKP(b). W 1940 kierowca Zarządu NKWD obwodu smoleńskiego, wiosną 1940 uczestniczył w masowym mordzie na polskich jeńcach obozu w Kozielsku, za co 26 października 1940 ludowy komisarz spraw wewnętrznych ZSRR Ławrientij Beria przyznał mu nagrodę pieniężną. Od kwietnia 1951 zastępca szefa wydziału w Zarządzie MGB obwodu krymskiego w stopniu majora, później ukończył szkołę średnią dla dorosłych, w 1966 inspektor Zarządu Ochrony Porządku Publicznego Krymskiego Obwodowego Komitetu Wykonawczego.

## Odznaczenia
- Order Czerwonego Sztandaru (24 listopada 1950)
- Order Czerwonej Gwiazdy (19 stycznia 1945)
- Medal „Za Odwagę” (23 września 1965)

I 3 medale.